# Munkarps församling
Munkarps församling var en församling i Lunds stift och i Höörs kommun. Församlingen uppgick 2006 i Höörs församling.

## Administrativ historik
Församlingen har medeltida ursprung. 
Församlingen var till 2006 annexförsamling i pastoratet Höör och Munkarp som från 1962 även omfattade Norra Rörums och Hallaröds församlingar och från 1973 Tjörnarps församling. Församlingen uppgick 2006 i Höörs församling.

## Kyrkor
- Munkarps kyrka